# Kerr-McGee
Kerr-McGee was een Amerikaanse oliemaatschappij die in 1929 werd opgericht in Ada, Oklahoma. In 2006 werd het overgenomen door Anadarko Petroleum.

## Beginjaren
In 1926 werd bij Seminole in Oklahoma olie gevonden, wat een hausse tot gevolg had waarbij het stadje groeide van nog geen 1000 tot 25-30.000 inwoners. Het kleine Dixon Brothers Drilling vroeg voorman James L. Anderson om hulp en die raadde zijn zwager aan, de jurist Robert S. Kerr. Kerr en Anderson namen beiden een belang van 20% in het bedrijf en namen het in 1929 over toen de Dixon's er mee wilden stoppen.
Het kreeg daarna de naam Anderson & Kerr Drilling Company en in 1930 kwam dit te vallen onder de nieuw gevormde holding An-Ker, Inc., wat in 1932 A&K Petroleum Company werd. In 1935 werden voor het eerst aandelen uitgegeven ter financiering van het bedrijf. Toen in 1936 opnieuw aandelen op de markt werden gebracht, vond Anderson dat het bedrijf groter groeide dan hij wenselijk vond en deed hij afstand van zijn aandeel.
In 1937 werd Robert Lynn aangesteld bij het bedrijf, waarna Anderson & Kerr Drilling Company omgevormd werd tot Kerlyn Oil Company en A&K Petroleum Company in Kerr-Lynn & Company. Lynn was afkomstig van Phillips Petroleum, net als geoloog Dean A. McGee die aangesteld werd als hoofd van productie. In 1938 boorde Kerlyn bij Magnolia in Arkansas een olieveld aan dat gedurende de eerste jaren van de Tweede Wereldoorlog het meest-producerende veld van de Verenigde Staten was. In 1943 werd het West Edmonton-veld ontdekt, de belangrijkste ontdekking van dat jaar.
In 1942 begon Lynn voor zichzelf en nam McGee zijn taak over als onderdirecteur. In 1946 werd het bedrijf Kerr-McGee Oil Industries genoemd en in 1954 werd McGee directeur. Kerr was van 1943 tot 1947 gouverneur van Oklahoma en was van 1949 tot zijn dood in 1963 senator voor die staat. Gedurende die periode bleef hij voorzitter van de raad van bestuur van het bedrijf.

## Kerr-McGee Corporation

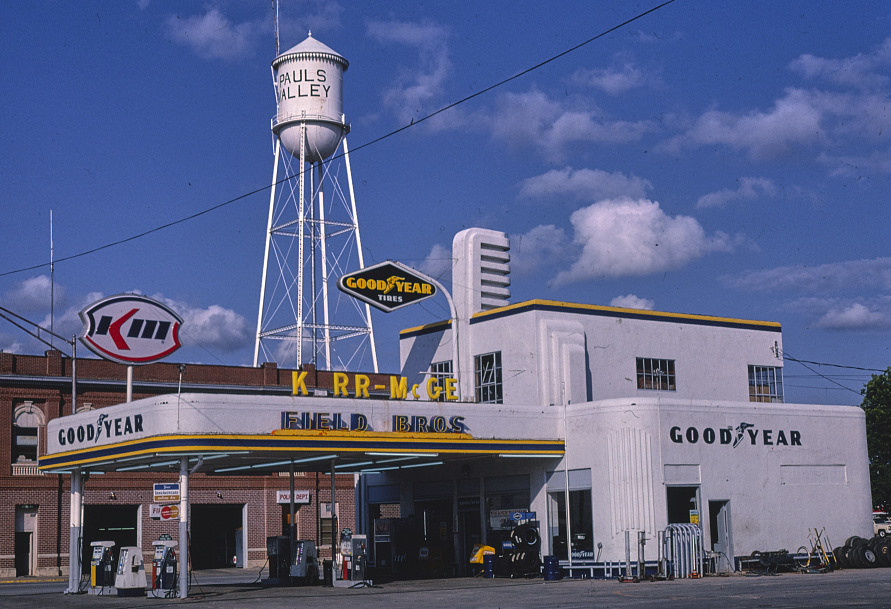
Tankstation van Kerr-McGee in Pauls Valley in 1982

Het bedrijf begon daarna ook buiten de upstram uit te breiden met de overname in 1950 van een olieraffinarderij van Texas Pacific Coal and Oil Company in Wynnewood in Oklahoma. In 1955 nam het Deep Rock Oil met zijn tankstations over, waarmee het ook in de downstream vertegenwoordigd was. Ook Cato Oil and Grease Company en Triangle Refineries werden overgenomen.
Het nam ook drie aardgasinstallaties over in Oklahoma in 1951 en een in Pampa in Texas in 1952. Omdat het steeds meer uitbreidde buiten de olie-industrie, werd de naam in 1965 veranderd in Kerr-McGee Corporation. In 1974 werd de Southwestern Refining Company overgenomen.
In 1996 deed Kerr-McGee zijn belangen in olievelden op het vaste land van de hand, samen met de belangen in aardgas. Devon Energy nam deze over, in ruil voor een belang van 31% voor Kerr-McGee in Devon.

## Offshore
Kerr-McGee speelde een belangrijke rol bij de ontwikkeling van de offshore in de Verenigde Staten, kort na de Tweede Wereldoorlog. In 1946 verkreeg Kerr-McGee een concessieblok van Louisiana in Ship Shoal Block 32. Als alternatief voor de relatief grote platforms die tot dan volgens de stickbuilding-methode werden gebouwd, werd gekozen voor een klein platform met daarbij een tender waarop zich alle apparatuur, boorbenodigdheden en accommodatie bevond. Deze methode leek slechts zo'n 25% te kosten van de grote platforms. Kerr-McGee liet een YF-ponton ombouwen tot de tender Frank Phillips. Dit had ook als voordeel dat de bemanning niet meer elke dag hoefde te pendelen. Het verhuurde een ander YF-ponton aan Brown & Root die het om liet bouwen tot de Herman B. Daarmee werd het platform Kermac 16 gebouwd waarvoor de Frank Phillips als tender diende. De Kermac 16 boorde op 14 oktober 1947 olie aan en was daarmee de eerste olieproducerende put buiten het zicht van de kust. In mei 1948 was er voldoende transportcapaciteit, zodat de put kon beginnen te produceren.
Naast de vaste platforms en de tenders werden ook andere concepten ontwikkeld, waaronder boren vanaf pontons en afzinkbare boorplatforms.
In 1951 nam Kerr-McGee de Breton Rig 20 over, een ontwerp van John T. Hayward, beter bekend als de Hayward-Barnsdall Rig, zelfs nadat Kerr-McGee het Transworld Rig 40 had gedoopt. Het ontwerp was gebaseerd op de swamp barges zoals die dienst deden op rivieren en meren. Deze pontons werden afgeballast tot ze op de bodem stonden en op grotere waterdieptes werden ze uitgerust met palen om het werkdek boven water te houden. Bij deze posted barges werd stabiliteit echter een probleem zodra het ponton zelf onder water verdween en daarmee het grootste deel van de waterlijn. Bij de Breton Rig 20 had Hayward dit opgelost door aan de uiteindes kleine pontons te bevestigen die bleven drijven tot het grote ponton op de bodem stond. Hierna werden ook deze pontons afgezonken om de golfkrachten te verminderen.
Bij latere ontwerpen hadden de kolommen aanvullende stabiliteit tijdens het afzinken. Mr. Charlie van Odeco was de eerste submersible van dit type. Een verdere verbetering was de introductie van flesvormige kolommen, waarbij de bovenzijde naar binnen toe liep. Dit had als doel om de invloed van zeegang te verminderen op het moment dat het platform op de bodem stond. Kerr-McGee was met zijn Rig 46 de eerste die dit type bouwde. Dit kolomgestabiliseerde ontwerp kreeg veel navolging en culmineerde uiteindelijk in Rig 54, dat kon werken in waterdieptes tot 175 voet (53 meter) en de grootste afzinker ooit was. Daarna brak echter het einde aan van de afzinkers doordat deze via de Blue Water Rig No. 1 evolueerden tot het halfafzinkbare platform (semi) en door de opkomst van de jackups. Het driehoekige ontwerp van Rig 54 vormde wel de basis voor de semi Sedco 135.

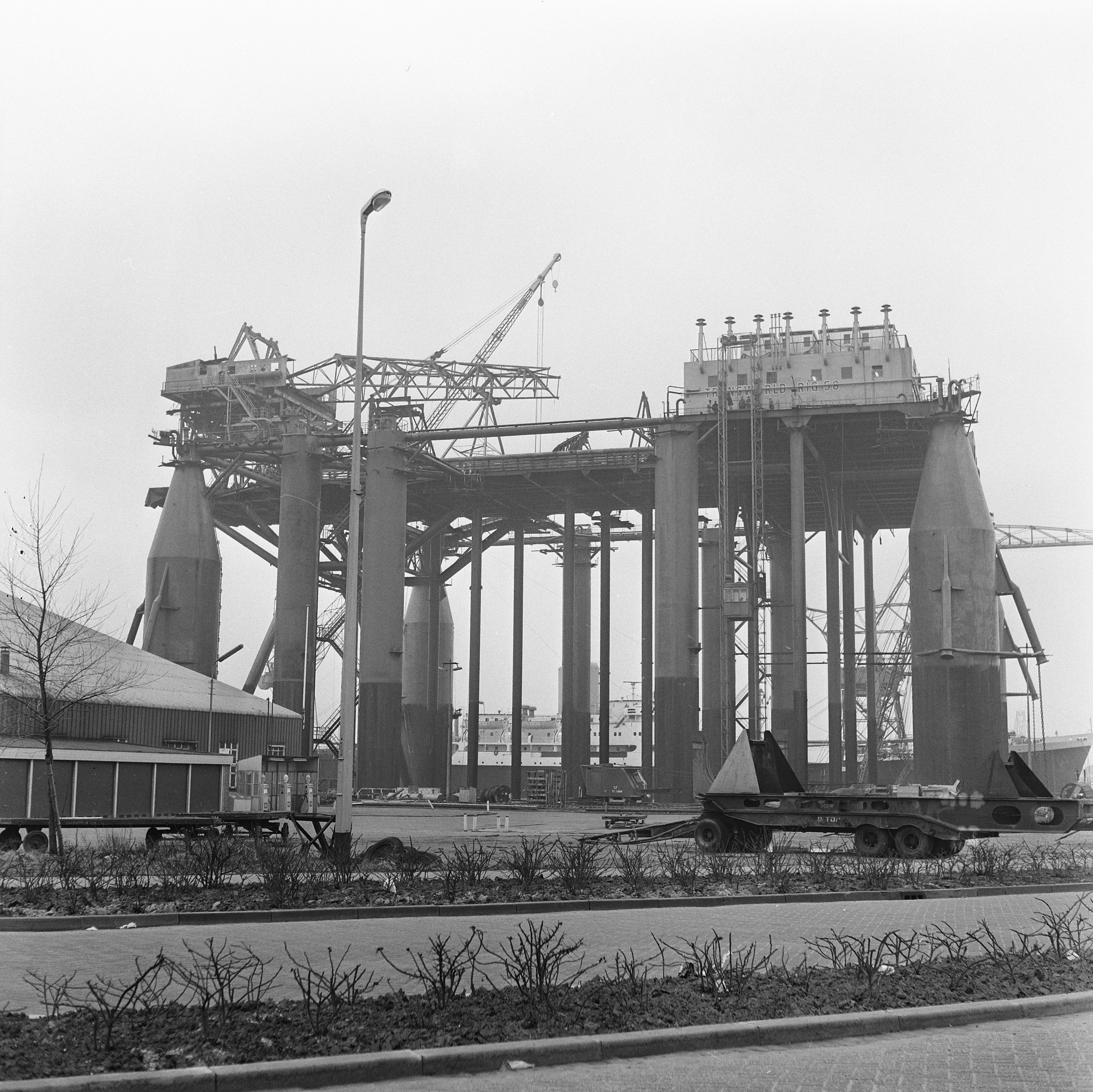
De Transworld Rig 58 bijna voltooid op 7 februari 1966 bij Wilton-Fijenoord

In 1958 werd de Transworld Drilling Company opgericht als boormaatschappij buiten de Verenigde Staten. Voor werk op de Noordzee liet het in Nederland de semi Transworld Rig 58 bouwen. Het ontwerp leek meer op de oudere afzinkers zoals Rig 46 dan modernere semi's.
In 1964 richtte Transworld met een Duits consortium bestaande uit C. Deilmann, Deutsche Erdoel, Preussag en Deutsche Schachtbau- und Tiefbohr het bedrijf Transocean op.
Oryx Energies was in 1997 in het Neptune-veld de eerste die een spar naar ontwerp van Deep Oil Technology (DOT) als productieplatform gebruikte. In 1999 nam Kerr-McGee Oryx over om vervolgens een reeks van platforms volgens dit concept te laten bouwen.

## Kernenergie

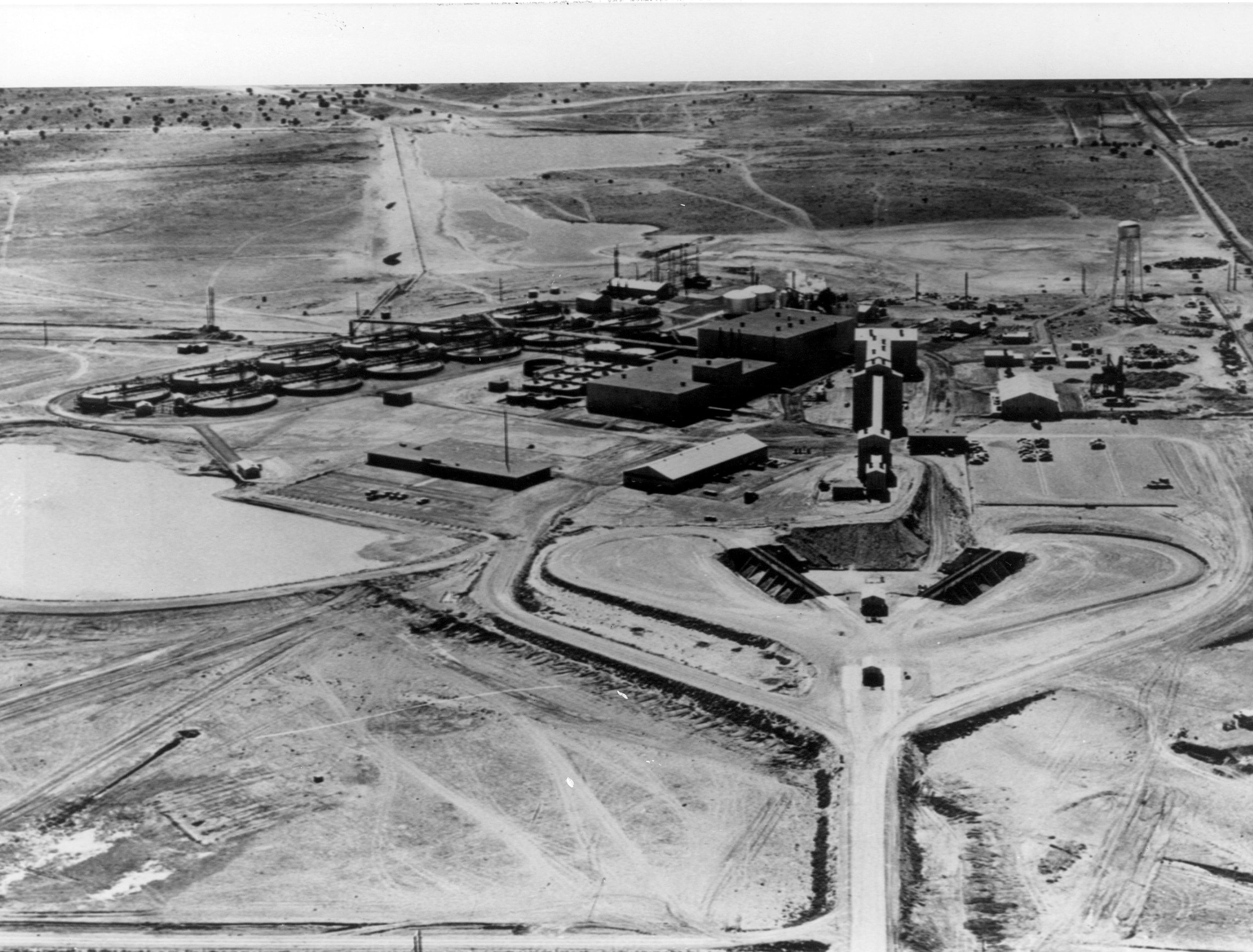
De uraniumfabriek van Kerr-McGee bij Grants in New Mexico in 1969

In 1952 breidde het bedrijf uit buiten de olieindustrie en begon het een uraniummijn bij Shiprock in New Mexico. Het had daartoe een overeenkomst gesloten met de Navajo. In 1958 werd een uraniumverwerkingsfabriek opgeleverd. In 1973 werd dit ondergebracht in de Kerr-McGee Nuclear Corporation.

### Silkwood
Karen Silkwood werkte sinds 1972 bij de Cimarron Fuel Fabrication Site die tussen 1965 en 1975 door Kerr-McGee werd beheerd. Zij werd daarna lid van Oil, Chemical and Atomic Workers International Union, waar zij lid werd van het onderhandelingscomité werd en arbeidsomstandigheden onder zich kreeg. Zij stelde dat de fabriek onzorgvuldig tewerk ging, met het risico dat medewerkers radiactief besmet raakten. In de zomer van 1974 getuigde ze hierover tegenover de Atomic Energy Commission (AEC). Zelf werkte zij met plutonium en ontdekte op 5 november 1974 dat zij besmet was geraakt. Op 13 november had zij een afspraak met een medewerker van de bond en David Burnham van The New York Times, maar kwam om tijdens een auto-ongeluk op weg naar de afspraak. Haar dood bracht veel speculaties en publicaties op gang en werd in 1983 verfilmd met Silkwood. De nabestaanden klaagden Kerr-McGee aan, dat veroordeeld werd vanwege de besmetting, maar later tot een schikking kwam met de familie.
De fabriek werd in 1975 gesloten en in 1976 werd met de voorbereiding van de ontmanteling begonnen. Hiervoor werd de Cimarron Corporation opgezet die in 2005 onderdeel werd van Tronox. Deze ging in 2009 failliet waardoor de ontmanteling vertraging opliep.

## Chemie
In 1965 nam Kerr-McGee Hubbard-Hall Chemical over. Hiervan werd de industriële productie verkocht in 1966, terwijl de plantenvoeding werd behouden. In 1965 werden Molony Fertilizer Company en Baugh Chemical Company overgenomen die samengevoegd werden tot Kerr-McGee Chemical Corporation (KMCC). In 1967 fuseerde deze met American Potash and Chemical Company (AMPOT).
In 1963 werd T.J. Moss Tie Company overgenomen en een jaar later American Creosoting Company, die samengevoegd werden tot Moss-American Company. Dit leverde houtproducten als dwarsliggers en telefoonpalen die geïmpregneerd werden met creosoot. In 1974 werd Moss-American geïntegreerd in KMCC als bosproductenafdeling.

## Afslanking
In 1983 nam Frank A. McPherson het over als CEO van McGee. Na jaren van diversificatie daalde de winst dat jaar en begon McPherson het bedrijf af te slanken. Kerr-McGee Nuclear Corporation werd gesplitst in Quivira Mining Corporation en Sequoyah Fuels Corporation. Quivira werd in 1989 overgenomen door Rio Algom Mining, terwijl Sequoyah in 1988 aan General Atomics werd verkocht.
In 1985 had het nog een omzet van 3,15 miljard dollar met een winst van 137 miljoen dollar, terwijl het in 1996 na de afslanking 1,93 miljard dollar omzette met een winst van 220 miljoen dollar.
In 1997 ging McPherson met pensioen en werd hij opgevolgd door Luke R. Corbett. Deze zette in op groei van de olie-exploratie en op uitbreiding van de productie van titaniumoxide. Het kocht daarbij in 2000 van Kemira de fabrieken in Savannah in Georgia en Tiofine in de Botlek. Het breidde ook uit in de aardgas. In 2006 verkocht het de chemische tak als Tronox. Dat jaar werd Kerr-McGee overgenomen door Anadarko.

## Milieuschade
Naast de problemen in de fabriek bij Cimarron City in Oklahoma speelde er meer milieuproblematiek bij Kerr-McGee. Zo had het bedrijf een ammoniumperchloraatfabriek voor vastebrandstofmotoren bij Henderson in Nevada. Het ammoniumperchloraat kwam in het grondwater terecht en zo via Las Vegas Wash in Lake Mead. Aangezien uit dit meer drinkwater wordt gehaald voor onder meer Las Vegas was dit problematisch. In 1997 werd dit ontdekt met een gevoeligere testmethode, waarna Kerr McGee Chemical Company (KMCC) met de Environmental Protection Agency aan het werk ging om het ammoniumperchloraat zoveel mogelijk te verwijderen.
In het gebied van Navajo Nation had Kerr-McGee radioactief afval achtergelaten bij de uraniummijnen. Ook in de Rare Earths Facility die onderdeel was van de overname van AMPOT was radioactief afval aanwezig. Ook de fabrieken waar hout werd behandeld met creosoot lieten de nodige vervuiling achter, zoals bij de Federal Creosote Superfund site.
Toen in 2006 KMCC werd afgesplitst als Tronox kreeg deze een groot deel van de milieuproblematiek mee. Tronox ging in 2009 failliet en klaagde Kerr-McGee en Andarko Petroleum aan vanwege het achterhouden van informatie over onder meer de milieuschade. In 2014 schikte Anadarko voor een bedrag van 5,15 miljard dollar, waarvan het grootste deel bestemd was om de milieuschade op te ruimen.